# جزيرة تواصيك (ميدي)

تعديل مصدري - تعديل

جزيرة تواصيك هي إحدى جزر مديرية ميدي التابعة لمحافظة حجة.